# Charles C. Wood Taylor
Charles Chatworthy Wood Taylor, conocido como Carlos Wood en Chile (Liverpool, 25 de abril de 1792-Londres, 19 de febrero de 1856), fue un pintor, ingeniero, marino y militar británico que se radicó en Chile. Diseñó el escudo nacional de Chile, adoptado por ley en 1834, al que incorporó el huemul y el cóndor. Creó también los primeros sellos del gobierno chileno, e incluso algunas monedas del naciente Estado. Wood es considerado uno de los precursores de la pintura nacional chilena.

## Biografía
Uno de los nueve hijos del irlandés John Chatworthy Wood (m. 1813) y de Susan Taylor (m. Boston, 30 de diciembre de 1845) y el único varón que llegó a edad madura, desde niño demostró sus aptitudes hacia el arte. Aprendió dibujo, pintura y cerámica en la fábrica de porcelana de la localidad de Burslem en Staffordshire, donde vivía. 
«Charles Wood es la figura típica del marino inglés de la primera mitad del siglo XIX, inquieto, investigador, aventurero y enamorado de los viajes», dice Isabel Cruz en la Historia de la pintura y escultura en Chile. En 1811 se embarcó en la fragata Druide, en la que recorrió los puertos del Mediterráneo, desde los que enviaba a su familia largas cartas llenas de dibujos de los lugares que visitaba; al año siguiente tuvo que regresar a casa después de un accidente en el que se quebró una pierna. 
De vuelta en Burslem continuó sus estudios en la fábrica de porcelana; de esa época data un grupo de porcelana —que fue expuesto en la Exposición del Coloniaje de 1873, junto con modelos de navíos hechos por él— y una escultura de su madre, obra que quedó en Estados Unidos, en poder de una hermana de Wood. En 1817 se trasladó a Estados Unidos, donde en Boston ejerció su actividad de paisajista y al año siguiente pudo trasladar a su familia.
Contratado por el gobierno estadounidense para participar en una expedición científica, se embarcó en 1818 en la fragata Macedonia que lo llevó a las costas de México, Ecuador, Perú y Chile. Llegó a Valparaíso en enero de 1819, después de 80 días de navegación levantando planos y croquis de las costas donde recalaban; dibujaba asimismo barcos y actividades de los puertos para estudios militares. 
Así describe su primera impresión de la ciudad: "Está asentada al pie de unos cerros escarpados y estériles que circundan la bahía, que es de muy pobre aspecto. Las casas son de un solo piso y las ventanas no tienen vidrios, los muebles además de ser escasos, son de lo más primitivos por su hechura y materiales, los habitantes no descuellan por su aseo y no es posible hacer una diferencia marcada entre los ricos y las clases inferiores. Visten como los españoles en general muy pobremente. En cambio los víveres y especialmente las frutas y verduras son excelentes".
Siguió rumbo al Callao —hacia donde Lord Cochrane acabada de zarpar cuando Wood había llegado a Chile—; el comandante Downes de la Macedonia invitó a un baile a bordo al general José de San Martín y este, impresionado por las marinas de Wood que adornaban el salón principal, quiso conocerlo ya que el capitán le había dicho que el autor se encontraba a bordo. San Martín le ofreció un puesto en el Ejército, pero Wood en el primer momento se vio obligado a rehusar por sus compromisos con la expedición científica. En aquella época, hizo el dibujo del escudo de armas y el pabellón del Perú; la bandera, que ha sufrido después modificaciones, representaba el sol levante transmontando los Andes, con el río Rímac bañando su base.
En agosto de 1820, encontrándose de regreso en Chile, aceptó a instancias del coronel Diego Paroissien, ayudante de campo de San Martín, el puesto de teniente de artillería del Ejército chileno. Agregado a la mesa de ingenieros el 8 de octubre de ese año, se incorporó a la Expedición Libertadora del Perú embarcándose a bordo del navío San Martín.

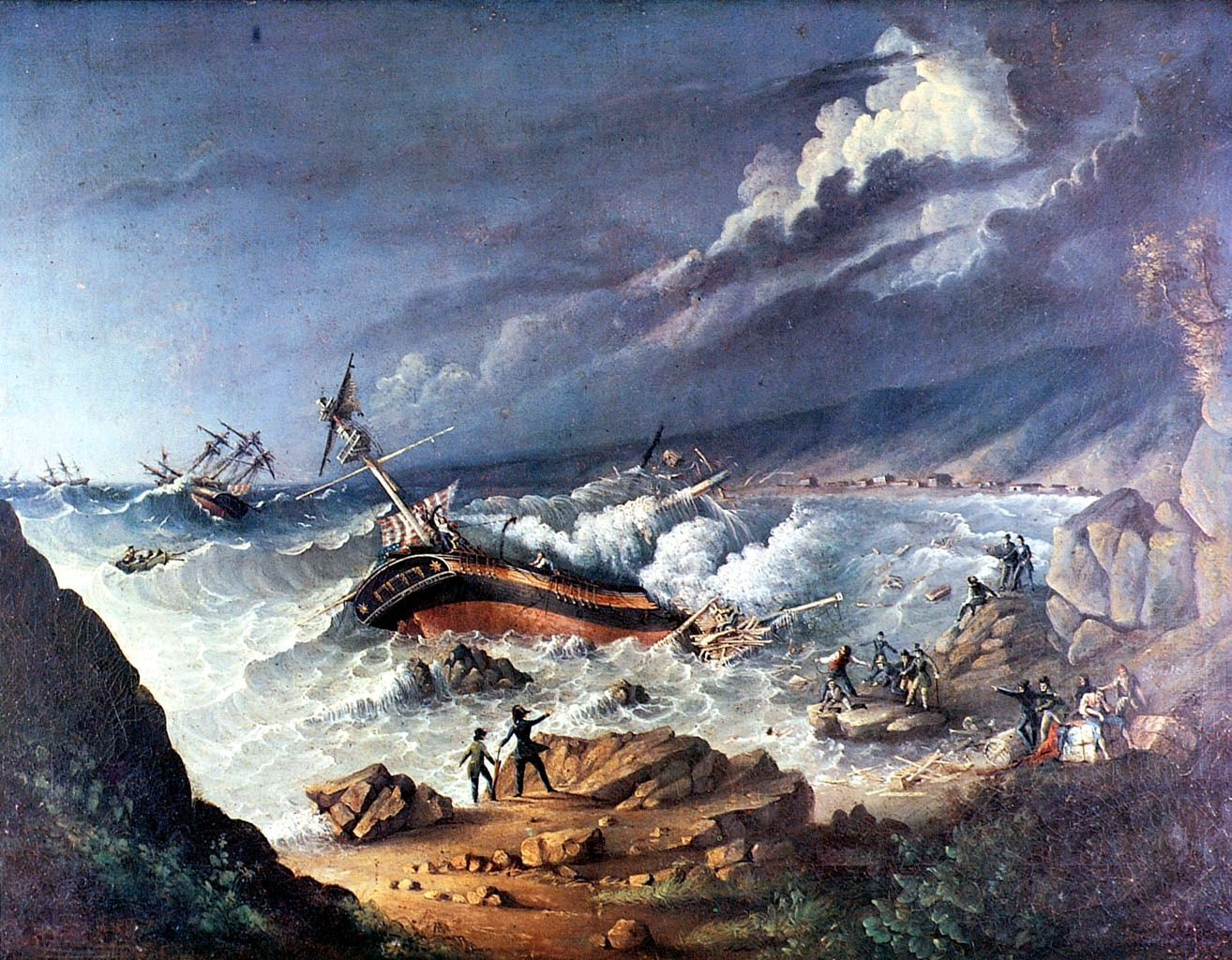
El naufragio del 'Arethusa, 1826.

Numerosas son las actividades militares que desarrolla Carlos Wood: levantamientos topográficos, planos y emplazamientos del ejército enemigo. En el sector de Huaraz tuvo que infiltrarse en las líneas enemigas y recopiló importante información, por lo que fue ascendido a capitán de Ingenieros.
Una vez establecida la independencia del Perú, el gobierno llamó a concurso público para erigir un monumento a la La Libertad, adjudicándoselo Wood por $2.500; lamentablemente, la obra fue destruida por el jefe realista José de Canterac en junio de 1823 a pesar de que solo ocupó Lima 14 días. 

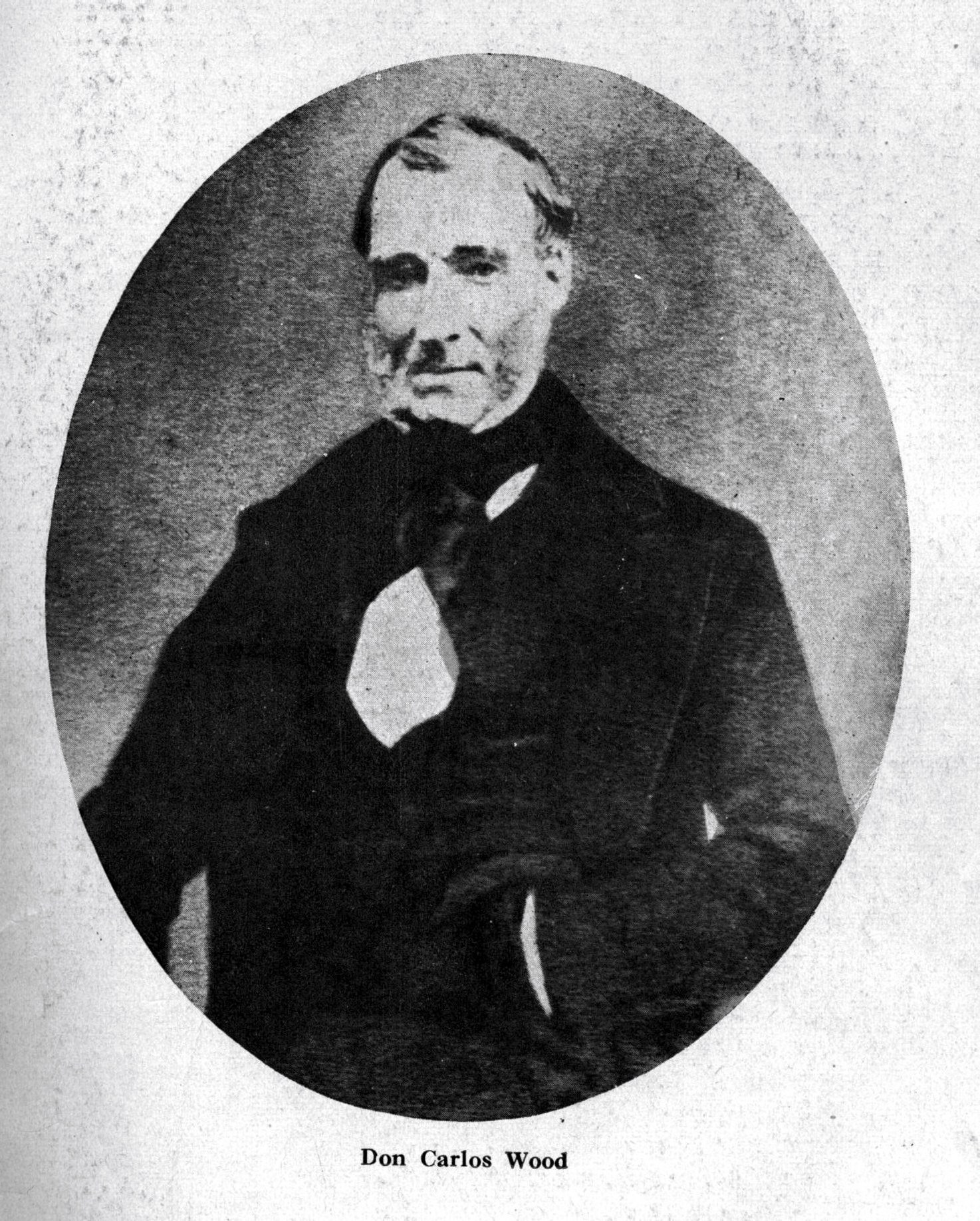
Retrato de Carlos Wood.

Desde el Callao, Carlos Wood zarpó nuevamente hacia Valparaíso el 2 de enero de 1824 con el encargo de recorrer La Frontera, en Arauco. Enfermó por las fuertes lluvias y frío y convaleció en San Fernando, donde hizo amigos y conoció a Dolores Ramírez de Arellano y Chacón, con quien, luego de convertirse al catolicismo (era anglicano), se casó el 6 de junio de 1825. La pareja se estableció después en Santiago y tuvo al menos ocho hijos: Dolores (Valparaíso, 1827), Jorge (1834; militar y acuarelista), Carlos (Valparaíso, 1836-Santiago, 1905; militar, fue coronel del ejército de Chile, donde llegó a ser gobernador de Magallanes), Enrique, John, Roberto (militar de la guerra del Pacífico, que enfermó durante la contienda de tuberculosis y murió a los 28 años de edad en Santiago, el 6 de julio de 1880), Adela y Emma.
En 1852 regresó a Europa con su salud quebrantada por una enfermedad cardíaca, donde visitó a amigos chilenos residentes en Francia, Bélgica y Londres. Estando en casa de su hija Dolores Wood Ramírez de Arellano, quien luego de casarse con el marino inglés William Barrie Ingilby había emigrado a la capital inglesa, falleció cuatro años más tarde, el 19 de abril de 1856, siendo sepultado en el cementerio de Kensal Green.
Su obra se compone de dibujos, retratos, planos y pinturas, principalmente a la acuarela, y se caracteriza por el detalle descriptivo; busca captar lo pintoresco y colorido del paisaje. Pintó barcos, escenas históricas y acciones navales. Su cuadro más conocido es paradójicamente un óleo: el El naufragio del 'Arethusa'. "Puede decirse que esta obra, por su tema y por su hábil factura, detallada y tersa pero ágil, es la primera pintura romántica que se realiza en Chile", escribe Cruz en el citado libro.
Gaspar Galaz y Milan Ivelic explican en La pintura en Chile que «la obra de Carlos Wood implica un tajante rompimiento con la tradición pictórica que se desarrollaba en el país en la época colonial: ni siquiera hay contacto con la obra de Gil de Castro. El marino inglés no tiene ningún antecedente ni herencia que provenga de las raíces americanas». La obra de Wood rompe con lo que había sido la tradición de la Colonia tanto en el ámbito plástico propiamente tal, como en la técnica y empleo de materiales. Como dicen Galaz e Ivelic, «con su llegada y la de los demás pintores extranjeros, tanto los materiales como la técnica pictórica quedaron íntimamente vinculados al Viejo Mundo. La tela de yute o de lana, tradicionalmente empleada por los artistas coloniales, quedó relegada por el uso de la tela de hilo, casi siempre de procedencia francesa; la dotación de tierras de color, relativamente escasa en América, se enriqueció con la gran variedad de pigmentos que se traen desde el exterior, ganando la pintura en cromatismo; la pintura al óleo será predominante en esta época».

## Colaborador del gobierno de Chile

Escudo de Chile, diseñado por Wood.

En 1824 el gobierno chileno lo contrató para un estudio de la región conocida como La Frontera, por lo que viajó a Concepción. Participó activamente en los enfrentamientos de 1829 por los liberales, llegando a ser edecán del general Francisco de la Lastra en la batalla de Ochagavía. Sus dotes de dibujante y su participación en el equipo de ingenieros lo mantuvieron en las filas castrenses, donde conoció al hispano-chileno Antonio Arcos, quien había diseñado la actual bandera de Chile por encargo de José Ignacio Zenteno y Pozo Silva, en octubre de 1817. 
Wood diseñó el actual escudo nacional, adoptado por Ley en 1834, al que incorporó el huemul y el cóndor.
En 1830 fue nombrado profesor de dibujo del Instituto Nacional. Luego se trasladó a Valparaíso, donde en 1833 realizó los planos de la intendencia de este puerto, diseñó la torre del reloj de la Aduana y un trazado del ferrocarril al Cerro Alegre, y en 1837 el plano topográfico de la ciudad. Fue designado inspector de Obras Públicas de esa ciudad, planificando la Casa Huth y el puerto de San Antonio. 
En 1842 levantó el plano de edificios aduaneros en Talcahuano, y luego de los puertos de Coquimbo, Copiapó y Caldera. En 1845 trazó el recorrido del ferrocarril de Caldera a Copiapó que construía William Wheelwright. Por sus vínculos con Gran Bretaña fue designado inspector naval inglés en Valparaíso.
Su cargo en el Instituto Nacional unido «a su vasta labora artístico-técnica para el Gobierno» lo convirtieron «en una especie de director de las artes en Chile», señala la citada historiadora del Arte Isabel Cruz.